# Helligsø Sogn
Helligsø Sogn var et sogn i Sydthy Provsti (Aalborg Stift). 29. november 2020 blev det lagt sammen med Gettrup Sogn til Helligsø-Gettrup Sogn.
I 1800-tallet var Gettrup Sogn anneks til Helligsø Sogn. Begge sogne hørte til Refs Herred i Thisted Amt. Helligsø-Gettrup sognekommune blev ved kommunalreformen i 1970 indlemmet i Sydthy Kommune, som ved strukturreformen i 2007 indgik i Thisted Kommune.
I Helligsø Sogn ligger Helligsø Kirke. 

## Stednavne
I sognet findes følgende autoriserede stednavne:
- Draget (areal, bebyggelse)
- Gettrup (bebyggelse)
- Helligsø (areal, bebyggelse, ejerlav)
- Røjensø Odde (areal)

## Kongelig konfessionarius
I sognet var biskop Erik Jensen, Aalborg Stift født. Dronning Margrethe 2. besøgte kirken i 1984 og afslørede den mindesten over biskoppen, der står ved kirkegården. Biskop Erik Jensen forestod som kongelig konfessionarius vielsen mellem den daværende tronfølger og grev Henri de Laborde de Montpezat.